# Bendy and the Ink Machine
Bendy and the Ink Machine (BATIM) (tạm dịch: Bendy và Cỗ Máy Mực) là game kinh dị sinh tồn nói về một hãng phim bị lãng quên - Joey Drew Studio (1929-1959) - và về đạo diễn của hãng, Joey Drew. Game này được phát hành bởi Themeatlygames vào ngày 10 tháng 2 năm 2017 và kết thúc vào 20 tháng 11 năm 2018(ngày ra chapter cuối-chapter 5) xoay quanh trong một nhân vật cũng là một nhân viên của Joey Drew Studio-Henry Stein (người chơi) và ba nhân vật chính trong phim Bendy là Bendy, Boris The Wolf và Alice Angel(Nhân vật này có hai nhân vật là Susie Campbell và Allison Pendle). Họ(trừ Bendy và Suise Cambell) cùng nhau tham gia vào một cuộc phiêu lưu sau một sự cố sau khi Henry đã chết

## Các nhân vật
Trong game này có nhiều nhân vật như:
-Bendy (được biết tới là "Quỷ Mực" (Ink Demon) và là "Quái Nhân" (Beast Bendy) Bendy loves MollyHorror
-'Henry Stein' (Người Chơi)
-'Sói Boris' (Có 3 phiên bản, 1 là Wally Franks dưới thân hình Boris gốc, Thomas Connor dưới thân hình giống Boris giận dữ có 1 cánh tay máy, và Brute Boris sau khi Boris gốc bị Susie Campbell bắt cóc và "tân trang" lại)
-Alice Angel (Bên xấu: Susie Campbell, Bên tốt: Alison Pendle)
-Joey Drew (Chủ xưởng phim)
-The Projectonist' (Norman Polk)
-Bertrum Piedmont
-Băng Đồ Tể hay The Butcher Gangs (Charley, Barley và Edgar)
-Sammy Lawrence
-Jack Fain (Biết đến qua bản thu âm trong trò chơi)
-Lacie Benton (Biết đến qua bản thu âm của trò chơi)
-Linda (Nhân vật bí ẩn, biết đến qua bản thu âm của trò chơi)
-Shawn Flynn (Dưới hình dạng của một sinh vật phủ bởi mực, được gọi là "The Searcher")
-Grant Cohen (Biết đến qua bản thu âm)

## Diễn biến

### Chapter 1: Moving Pictures: Bức ảnh chuyển động
Lấy bối cảnh vào năm 1963, Henry Stein trở lại xưởng phim hoạt hình cũ của mình, Joey Drew Studios Inc., sau khi nhận được một lá thư từ ông chủ cũ Joey Drew để được cho thấy một điều quan trọng. Đã không ở trường quay trong 30 năm, Henry thấy rằng nhiều thứ đã thay đổi và nhiều thứ mới được đưa vào sau khi anh rời đi, bao gồm cả một máy mực. Trong khi Henry cố gắng sửa chữa và bật máy, anh phát hiện ra một đoạn băng ghi âm cũ cho thấy Joey đang tham gia vào các hoạt động huyền bí kỳ quái trong khi chế tạo máy. Sự nghi ngờ của anh tăng lên khi anh phát hiện ra một căn phòng với một "Boris the Wolf" (Sói Bói) bị cắt xén, và một căn phòng khác chứa sáu bệ được làm cho sáu vật phẩm khác nhau. Sau khi sửa chữa và vận hành cỗ máy, Henry bất ngờ bị tấn công bởi Ink Demon, một con quái vật giống với linh vật của hãng phim là Bendy. Anh cố gắng trốn thoát khi xưởng sập đổ đầy mực. Khi anh đến cửa thoát hiểm, sàn nhà bên dưới anh sụp đổ, đưa anh xuống vực sâu bên dưới. Sau khi rút hết mực từ một số phòng, anh tìm thấy một chiếc rìu và mở ra một căn phòng với một hình vẽ kỳ lạ gồm nhiều hình dạng được bọc trong một vòng tròn trên sàn nhà, tương tự như một ngôi sao năm cánh. Sau khi vào phòng
, Henry bị ảo giác hình ảnh của máy mực, một chiếc xe lăn và Ink Bendy, trước khi bất tỉnh trên sàn nhà.

### Chapter 2: The Old Song: Bài hát cũ
Henry tỉnh dậy sau khi ngất đột ngột và quyết định khám phá phòng thu để tìm lối thoát. Được trang bị rìu, anh mở ra nhiều phòng hơn cho đến khi anh tình cờ gặp phòng âm nhạc của phòng thu.Đó nơi anh gặp những con quái vật mực thù địch, được gọi là The Searchers. Sau đó, anh phát hiện ra một cầu thang dẫn ra thế giới bên ngoài, nhưng nó bị chặn do mực tràn ra. Anh ta học được thông qua các băng ghi âm rằng công tắc thoát nước cầu thang được đặt trong văn phòng của giám đốc âm nhạc Sammy Lawrence. Anh ta cũng biết rằng Sammy bắt đầu tôn sùng Bendy như một vị thần sau khi lắp đặt máy. Sau khi vào văn phòng và rút cạn cầu thang, Henry cố gắng trốn thoát khi bị Sammy đánh bật ra từ phía sau. Hy vọng rằng "Chúa tể" của mình sẽ khôi phục lại nhân tính, Sammy cố gắng hy sinh Henry như một lời đề nghị cho Bendy, nhưng nghi thức thất bại khi Sammy có lẽ bị giết bởi màn hình ngoài của Ink Bendy. Henry trốn thoát và bị Ink Bendy đuổi theo cho đến khi anh chạy vào một căn phòng và chặn cửa sau lưng anh. Khi Henry tiếp tục, anh bắt gặp một phiên bản sống của nhân vật Boris the Wolf.

### Chapter 3: Rise And Fall: Trỗi dậy và sụp đổ
Sau khi tỉnh dậy trong căn nhà an toàn của "Boris", Henry quyết định khám phá thêm phòng thu để thử và tìm lối thoát. Cặp đôi tìm đường đến phòng đồ chơi của studio nơi họ bắt gặp một sinh vật mực khác giống nhân vật Alice Angel. Henry và "Boris" theo "Alice" xuống hang ổ của cô, nơi cô giải thích rằng cô đã thu hoạch các bộ phận cơ thể của những con quái vật mực khác để cải thiện vẻ ngoài bị biến dạng của mình. Cô cho anh ta tự do để đổi lấy một vài 'ân huệ'. Henry được cử đi hoàn thành một số nhiệm vụ cho "Alice" đồng thời tránh Ink Bendy và chiến đấu với "Băng đảng đồ tể" (The Butcher Gang), dựa trên băng đảng đường phố từ phim hoạt hình. Trong các nhiệm vụ, anh nghe các đoạn băng ghi âm tiết lộ diễn viên lồng tiếng cho Alice, Susie Campbell, và thực tế là Joey đã thay thế cô bằng Allison Pendle. Anh cũng gặp Projectionist, một thực thể của nhà điều hành máy chiếu Norman Polk. Khi mọi nhiệm vụ hoàn thành, Henry và "Boris" được phép leo lên thang máy để trốn thoát. Nhưng "Alice" tuyên bố cô ấy muốn sử dụng "Boris" để sửa chữa bản thân và làm cho thang máy gặp sự cố. Khi "Boris" cố gắng đánh thức Henry, anh bất ngờ bị "Alice" kéo vào bóng tối.

### Chapter 4: Colossal Wonders: Kì quan khổng lồ
Henry trèo ra khỏi phần còn lại của thang máy bị rơi để tìm kiếm "Boris", đi qua kho lưu trữ của studio. Đi qua các kho lưu trữ và đi sâu hơn vào phòng thu, anh được "Alice" nói chuyện qua các máy liên lạc, chế giễu và thúc giục Henry nhanh chóng giải cứu "Boris". Henry sau đó tình cờ thấy một phòng khách, nơi anh tìm thấy căn phòng chứa đầy Lost Ones (Những người bị lạc(hay mất tích). Không giống như những người tìm kiếm, Lost Ones dường như không thù địch với Henry. Henry sau đó bò qua một hệ thống thông hơi vào phòng bên cạnh. Trên đường đi, anh gặp Ink Bendy, người để anh một mình. Henry đi đến một ban công, nơi anh nghe một đoạn băng ghi âm cho thấy Joey có kế hoạch làm một công viên giải trí với sự giúp đỡ của nhà thiết kế công viên nổi tiếng Bertrum Piedmont. Điều này dẫn đến việc Henry tìm thấy một nhà kho lớn dưới lòng đất, nơi chứa các nguyên mẫu cho công viên chủ đề, được gọi là "Vung đất Bendy", với từ "vùng đất" được thay thế bằng "địa ngục" Bendy.
Anh ta bắt đầu đến nhà kho để tiếp cận ngôi nhà ma ám nơi "Boris" đang bị giam giữ. Mỗi công tắc nguồn được đặt trong các phòng khác nhau, có thể truy cập sau khi hoàn thành một số trò chơi lễ hội. Công tắc đầu tiên nằm trong một căn phòng được bảo vệ bởi "Băng đảng đồ tể", người mà Henry đánh lạc hướng với những lon Bacon Soup trống rỗng. Công tắc thứ hai được bảo vệ bởi một trò giải trí đi xe công viên nơi lưu giữ phần còn lại của một cuộc trả thù do Bertrum Piedmont điều khiển. Henry giết anh ta bằng một cái rìu. Công tắc thứ ba được đặt trên một ban công được bảo vệ bởi Projectionist. Sau khi truy cập vào công tắc, Henry bị đuổi vào một Trạm thần kỳ nhỏ. Trước khi Projectionist có thể kéo Henry ra, Ink Bendy xuất hiện và chiến đấu với Projectionist, cuối cùng giết chết anh ta bằng cách xé toạc đầu anh ta ra. Ink Bendy sau đó thông báo cho Henry, nhưng anh lại quyết định để anh một mình. Cuối cùng Henry cũng vào được trong ngôi nhà bị ma ám, nơi anh tìm thấy "Boris", giờ là một con quái vật khổng lồ tên là Brute Boris nhờ "Alice". Không thể biến anh ta trở lại bình thường, Henry buộc phải giết Brute Boris. Tức giận, "Alice" thực hiện một nỗ lực cuối cùng để tự mình giết Henry, nhưng chưa kịp chạm vào Henry thì đã bị "Thiên thần Allison"-một thực thể của Allison Pendle đâm kiếm sau lưng. Cô đi cùng với "Tom", một thực thể của thợ sửa chữa studio Thomas Connor, cầm một cái rìu trên tay.

### Chapter 5: The Last Reel: Cuộn phim cuối cùng
Henry thức dậy bị giam cầm bởi "Allison" và "Tom". Sau một thời gian bị giam cầm, Henry có được sự tin tưởng của "Allison" đủ để được trao cho Công cụ nhìn thấy, một chiếc kính trông có thể tiết lộ những tin nhắn ẩn, tin nhắn đầu tiên là "cô ấy sẽ bỏ mặc bạn cho đến chết". Sau khi "Tom" vô tình để Ink Bendy khám phá nơi ẩn náu, anh buộc "Allison" phải bỏ lại Henry, chứng minh thông điệp này là sự thật. Cuối cùng Henry đã trốn thoát và sử dụng một chiếc thuyền chèo để băng qua một dòng sông mực. Một bàn tay khổng lồ đuổi theo anh ta cho đến khi anh ta đến một thị trấn do Lost Ones và searchers tạo ra. Khi đó, Henry gặp Sammy, người sống sót sau cuộc chạm trán với Ink Bendy. Sammy tấn công Henry trong một cơn thịnh nộ, đổ lỗi cho anh ta về sự "bỏ rơi" của Ink Bendy. Henry cố gắng chống trả Sammy và vô tình làm rơi mặt nạ của Sammy, Sammy đã làm Henry mất cảnh giác và cố gắng chặt đầu anh ta. Chưa kịp giết thì anh ta bị Tom giết chết bằng cây rìu. Kiếm được lòng tin của Tom, Tom đưa cho Henry cái rìu. Henry kết hợp với anh ta và "Allison" trong việc chống lại những người theo Sammy. Sau khi bị tách khỏi "Allison" và Tom, Henry phát hiện ra nhiều đoạn băng ghi âm nói lên sự thật về sự sụp đổ của hãng phim. Được tiết lộ rằng Joey đã tạo ra Máy sau khi hãng phim bắt đầu gặp khó khăn về tài chính với doanh thu giảm dần của phim hoạt hình Bendy, sử dụng các phần bằng nhau của kỹ thuật và "ma thuật". Hy vọng là điều hành các bộ phim hoạt hình của hãng phim thông qua Máy để tạo ra những điểm hấp dẫn trong phim hoạt hình thực mà mọi người có thể tương tác. Nỗ lực đầu tiên trong việc này đã dẫn đến Ink Bendy, bị từ chối vì gớm ghiếc vì thiếu linh hồn. Joey sau đó quyết định sử dụng linh hồn của các nhân viên của mình để tạo ra những điểm thu hút tốt hơn, dẫn đến việc các sinh vật mực và phá sản của studio.
Henry tình cờ thấy một kho tiền với lối vào bị mở, nơi anh tái hợp với "Allison" và Tom. Một thông điệp ẩn cho thấy Ink Bendy đã lấy thứ gì đó từ nó. Henry quyết định mạo hiểm vào hang ổ của Ink Bendy, hóa ra là chính Ink Machine thực sự, để thu hồi vật phẩm. Bỏ lại phía sau "Allison" và Tom mãi mãi, anh ta tìm thấy ngai vàng của Ink Bendy với một đoạn băng ghi âm do Joey để lại. Anh ta giải thích sự hối tiếc của mình về mọi thứ đã xảy ra và tiết lộ rằng anh ta muốn Henry phá hủy những gì anh ta đã tạo ra: Bản thân Bendy, tiết lộ rằng "anh ta đã ở đó để bắt đầu, nhưng anh ta chưa bao giờ xem" The End ", được thể hiện là một cuộn phim và đối tượng bị đánh cắp bởi Ink Bendy. Henry bất ngờ được tìm thấy bởi Ink Bendy, người đã biến thành hình dạng thật của anh ta, Beast Bendy, để ngăn Henry sử dụng nó. Sau khi thoát khỏi Beast Bendy nhiều lần, Henry có thể đưa The End vào máy chiếu Beast Bendy sau đó xem cuộn dây và tan rã.
Trò chơi đột nhiên chuyển sang hồi tưởng ở bên trong một ngôi nhà (các sự kiện diễn ra trước khi bắt đầu Chương 1), được bao phủ trong các chữ cái và bản phác thảo liên quan đến các nhân vật và sự kiện từ trước đó trong trò chơi. Henry vào bếp, nơi anh thấy Joey Drew đang chờ để nói chuyện với anh. Khi Joey nói về cách họ đi theo hai con đường khác nhau để đi đến điểm này, anh nói với Henry rằng anh nên đến thăm xưởng cũ vì anh có thứ gì đó để chỉ cho anh. Khi Henry mở cửa, anh thấy mình bước vào phòng thu vào đầu trò chơi, lặp lại những dòng mở đầu của mình.
After credit: máy ảnh tập trung vào bức chân dung được đóng khung của Bendy, Boris và Alice, đó là một món quà từ Henry để chúc mừng Joey vì sự thành công của các nhân vật. Nhìn thấy một cỗ máy mực rỉ sét ở góc, giọng nói của một cô bé yêu cầu "Chú Joey" kể cho cô một câu chuyện khác.

## Câu chuyện tiếp theo
Sau thành công của BATIM, Joey Drews Studios tiếp tục cho ra Bendy And The Dark Revival (BATDM).